# Hi-5
Hi-5 este o formație australiană pentru copii formată în 1998 de Helena Harris și Posie Graeme-Evans. Un serial de televiziune a fost creată în 1999, a avut 13 sezoane în total. Membri originali a fost Kellie Crawford, Kathleen de Leon Jones, Tim Harding, Nathan Foley și Charli Robinson. Kathleen de Leon Jones a fost înlocuită cu Sun Park în anul 2006, iar membri noi a fost Stevie Nicholson, Tim Maddren, Casey Burgess, Fely Irvine și Lauren Brant. În România, serialul Hi-5 a fost difuzată pe Minimax în anul 2003 până în 2012, toate sezoanele de la 1 până la 13, și a mai fost difuzată pe Pro TV în 2012, doar sezonul 13. A fost difuzată pe Nine Network în Australia. Serialul a fost produsă de Kids Like Us Productions de la sezonul 1 până la 10, iar Southern Star Entertainment de la 11 până la 13.

## Membri

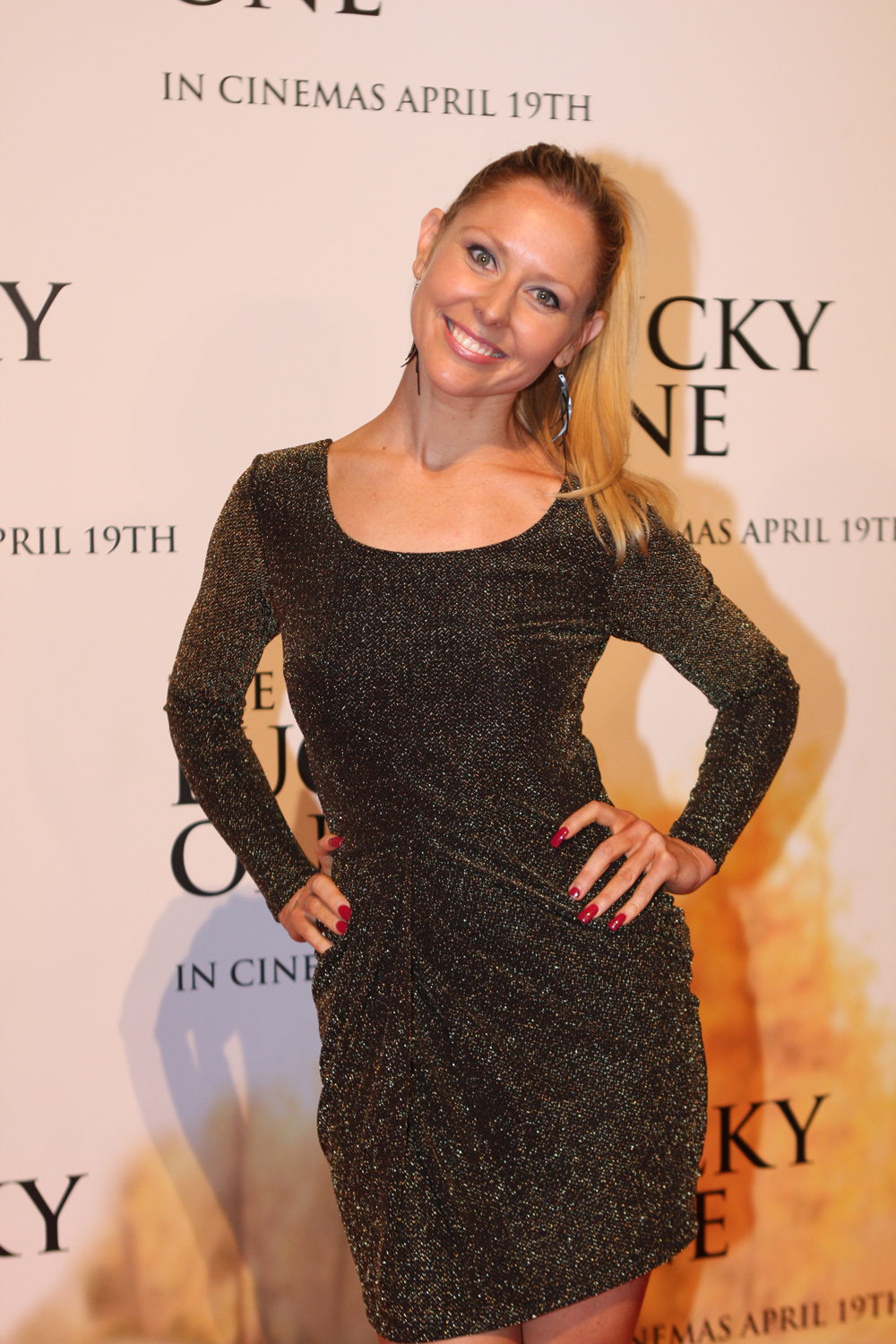
Charli Robinson

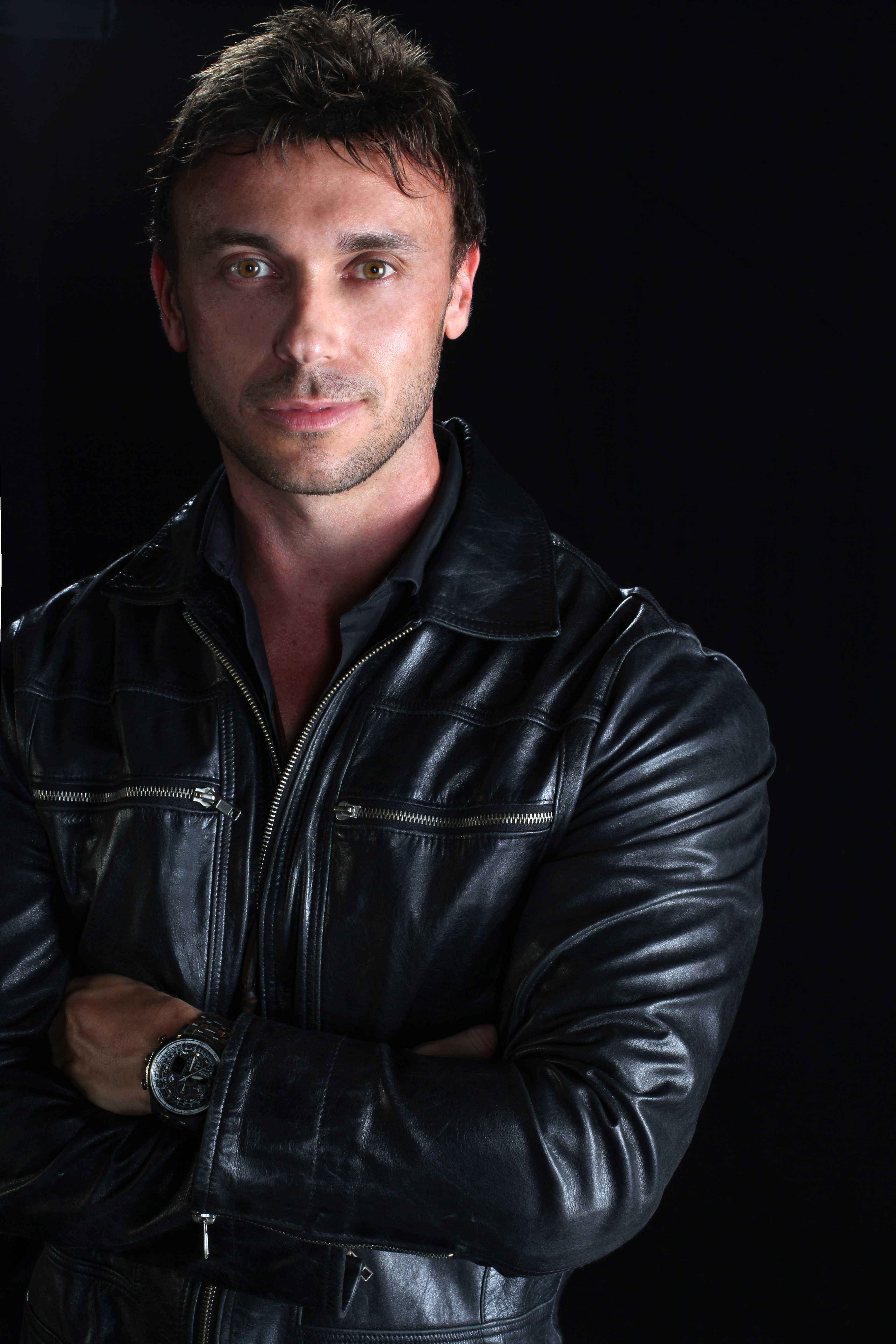
Nathan Foley

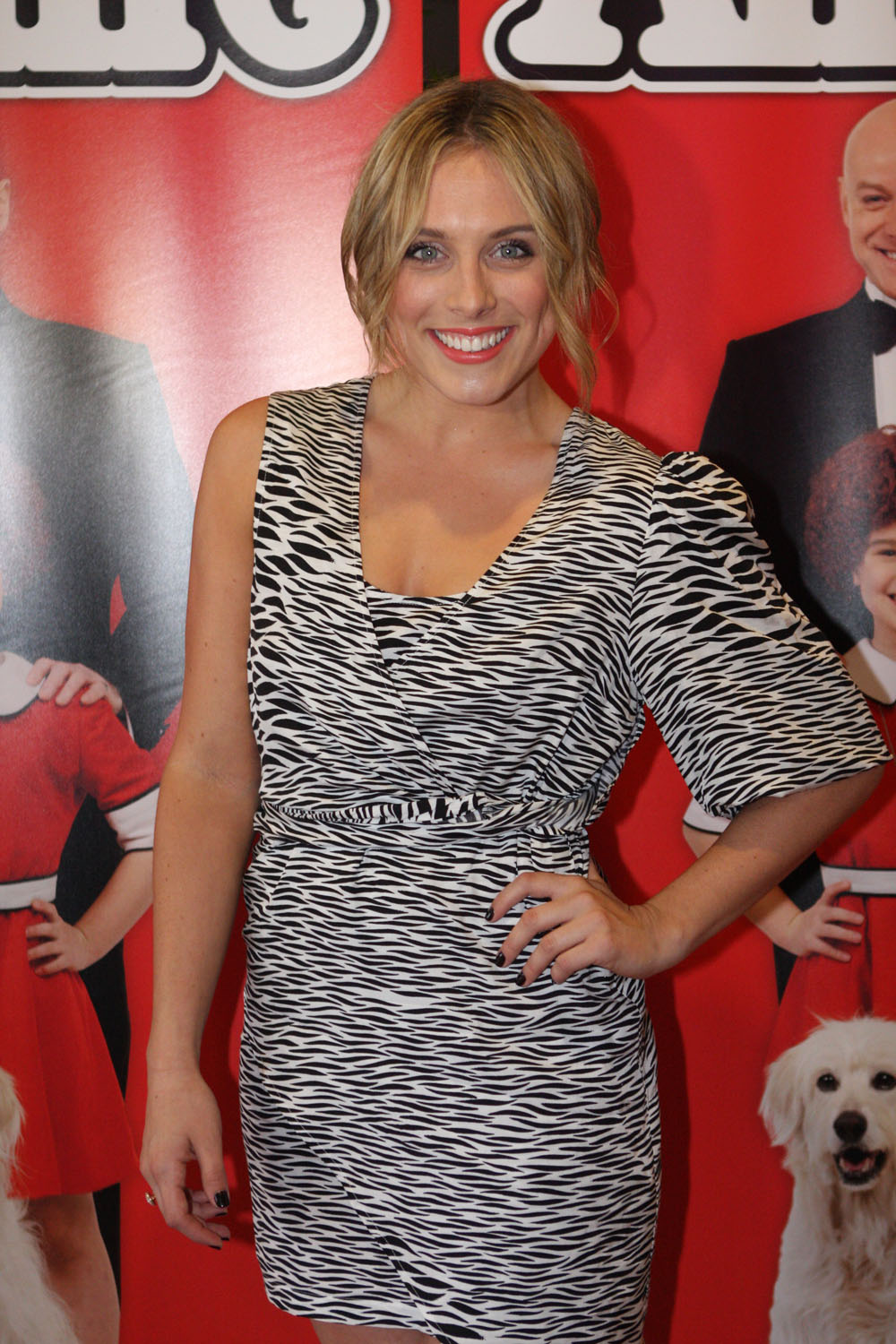
Casey Burgess

### Membri originali
- Kellie Crawford (născută pe 1 mai 1974) (1998-2009)
- Kathleen de Leon Jones (născută pe 1 septembrie 1977) (1998-2006)
- Tim Harding (născut pe 1 februarie 1978) (1998-2007)
- Nathan Foley (născut pe 28 septembrie 1979) (1998-2009)
- Charli Robinson (născută pe 8 martie 1980) (1998-2008)

### Foști membri
- Sun Park (născută pe 3 ianuarie 1981) (2006-2009)
- Stevie Nicholson (născut pe 31 decembrie 1983) (2007-2015; 2018; 2019)
- Casey Burgess (născută pe 19 decembrie 1988) (2008-2013)
- Tim Maddren (născut pe 3 martie 1984) (2009-2013)
- Fely Irvine (născută pe 9 ianuarie 1989) (2009-2012)
- Lauren Brant (născută pe 24 februarie 1989) (2009-2014)
- Dayen Zheng (născută pe 16 ianuarie 1990) (2012-2016)
- Mary Lascaris (născută pe 27 octombrie 1988) (2013-2016)
- Ainsley Melham (născut pe 2 decembrie 1991) (2013-2015)
- Tanika Anderson (născută pe 2 august 1986) (2014-2016)

## Personaje
- Chatterbox - O păpușă în care este cu Kellie Crawford (sezoanele 1-10) și Casey Burgess (sezoanele 11-13) în care ea apare la segemntul Jocuri cu Cuvinte.
- Jup Jup - O altă păpușă în care este cu Kathleen de Leon Jones (sezoanele 1-8), Sun Park (sezoanele 9-10) și Fely Irvine (sezoanele 11-13) în care el apare la segemntul Puzzle-uri și Modele.

## Adaptări
Hi-5 a avut mai multe adaptări, cum ar fi:
- Hi-5 America (2003-2006)
- Hi-5 UK (2008-2011)
- Hi-5 Fiesta (2014-2016)
- Hi-5 Philippines (2015-2016)
- Hi-5 Indonesia (2017-2018)

## Segmente
Sunt 7 segmente în serialul Hi-5. Fiecare segment (în afară de Împărtășirea Poveștilor și Cântecul Săptămânii) sunt cu câte un prezentator.
- Jocuri cu Cuvinte (în Engleză Word Play) (prezentată de Kellie Crawford și Casey Burgess) - Un segment în care prezentatorul și Chatterbox se concentrează, ei explorează din limbă, povești și rime.
- Puzzle-uri și Modele (în Engleză Puzzles and Patterns) (prezentată de Kathleen de Leon Jones, Sun Park și Fely Irvine) - Un segment în care prezentatorul și Jup Jup se concentrează la gândiri, ca să completeze puzzle-uri și să rezolvi probleme.
- Forme în Spațiu (în Engleză Shapes in Space) (prezentat de Nathan Foley și Stevie Nicholson) - Un segment în care prezentatorul se concentrează la vizualizate și spațiale conștientizare, el explorează culori, forme, și materiale.
- Facem Muzică (în Engleză Making Music) (prezentat de Tim Harding, Stevie Nicholson și Tim Maddren) - Un segment în care prezentatorul se concentrează, pentru folosi instrumente muzicale, în care are accent la ton, ritm, melodie, pentru a face o muzică adevărată.
- Mișcarea Corpurilor (în Engleză Body Move) (prezentată de Charli Robinson și Lauren Brant) - Un segment în care prezentatorul se concentrează la mișcare, pentru copii care participă la mișcare și la dans.
- Împărtășirea Poveștilor (în Engleză Sharing Stories) (prezentați de membri din Hi-5) - Un segment în care toți membri vin împreună, o poveste de la împărtășirea povestilor este despre familie și emoții.
- Cântecul Săptămânii (în Engleză Song of the Week) - Membri cântă un cântec în stil de muzică pop, care corespundă la tema săptămânii.

## Cântece
Când s-a difuzat Hi-5 în România, cântece din Hi-5 nu au fost dublate, au fost ținuți în limba engleză. Acestea sunt cântece selecte de Hi-5. Cântece de la Hi-5 are un sunet de muzică pop.
- Cinci în aer (în Engleză Five in the air) - Intro-ul de la serialul Hi-5.
- Gata sau Nu (în Engleză Ready or Not)
- Tu și Eu (în Engleză You and Me)
- Visează! (în Engleză Dream On)
- D.R.A.G.O.S.T.E. (în Engleză L.O.V.E.)
- Crește (în Engleză Grow)
- Mișcă-ți corpul (în Engleză Move Your Body)
- Trăind într-un Curcubeu (în Engleză Living in a Rainbow)
- Cinci simțuri (în Engleză Five Senses)
- Într-un Alt Loc (în Engleză In a Different Place)
- Nord, Sud, Est și Vest (în Engleză North, South, East and West)
- Sentimente (în Engleză Feelings)
- Atâtea Animale (în Engleză So Many Animals)
- Zile Speciale (în Engleză Special Days)
- Trei Dorințe (în Engleză Three Wishes)
- Este o Petrecere (în Engleză It's a Party)
- Oglindă, Oglindă (în Engleză Mirror, Mirror)
- Robot Numărul Unu (în Engleză Robot Number One)
- Simtiți Ritmul (în Engleză Feel the Beat)
- Ploaie, Ploaie (în Engleză Rain, Rain)
- Bum Bum Ritm (în Engleză Boom Boom Beat)
- Opusurile se Atrag (în Engleză Opposites Attract)
- Prieteni (în Engleză Friends)
- Pot Merge Oriunde (în Engleză I Can Go Anywhere)
- Să Trecem la Treabă! (în Engleză Let's Get to Work)
- Comoară Îngropată (în Engleză Buried Treasure)
- Misterele (în Engleză Mysteries)
- Tu ești Numărul Unu al meu (în Engleză You're my Number One)
- Ferma Hi-5 (în Engleză Hi-5 Farm)
- Minunat (în Engleză Amazing)
- Sărbătorim (în Engleză Celebrate)
- În Toată Lumea (în Engleză All Around the World)
- Facem Muzică (în Engleză Making Music)
- Hi-5 Dansează (în Engleză Hi-5 Dance Off)